# هاري شابمان
هاري شابمان (بالإنجليزية: Harry Chapman) (5 نوفمبر 1997 في المملكة المتحدة - ) هو لاعب كرة قدم بريطاني وإنجليزي في مركز الوسط. لعب مع بلاكبيرن روفرز ونادي ميدلزبره.

## وصلات خارجية
- هاري شابمان على موقع قاعدة بيانات كرة القدم.إي يو (الإنجليزية)
- هاري شابمان على موقع Soccerbase.com (لاعب) (الإنجليزية)
- هاري شابمان على موقع Soccerway.com (الإنجليزية)
- هاري شابمان على موقع عالم كرة القدم.نت (الإنجليزية)